# Président du Præsidium du Soviet suprême de la RSS d'Ukraine

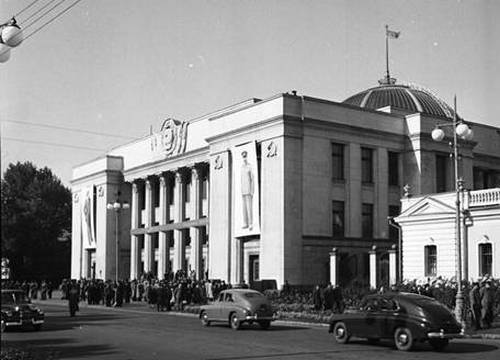
Le bâtiment de la Verkhovna Rada, Parlement de la RSS d'Ukraine, le 24 septembre 1952.

Le président du Præsidium du Soviet suprême de la République socialiste soviétique d'Ukraine (en ukrainien : Голова Президії Верховної Ради УРСР, Holova Presidiï Verkhovnoï Rady URSR) était le chef de la RSS d'Ukraine et de son Parlement entre 1938 et 1990. La RSS d'Ukraine jouissait seulement d'une autonomie limitée par rapport à l'Union soviétique.

## Liste des titulaires
- Mikhaïl Bourmistenko (1938) (président du Soviet Suprême)
- Leonid Korniyets (1938-1939)
- Mikhaïl Gretchoukha (1939-1954)
- Demian Korotchenko (1954-1969)
- Aleksandr Liachko (1969-1972)
- Ivan Grouchetski (1972-1976)
- Alekseï Vattchenko (1976-1984)
- Valentina Chevtchenko (1984-1990)
- Vladimir Ivachko (1990)
- Leonid Kravtchouk (1990) (président de la Rada à partir du 24 octobre 1990)

Après la dissolution de l'Union soviétique en 1991, le poste a été remplacé par un président élu de l'Ukraine. Par ailleurs, du 24 octobre 1990 au 28 juin 1996, la fonction de président du Præsidium de la Rada est occupée par le président de la Rada qui vient d'être créé en remplacement du poste de président du Præsidium du Soviet suprême de la RSS d'Ukraine.